# Carta de Havana
A Carta de Havana (Conferência das Nações Unidas para Comércio e Trabalho) foi o acordo efetivado em abril de 1948 na capital cubana para a constituição do que seria a Organização Internacional do Comércio.
Depois das resoluções de Londres sobre o embrião da organização, nova conferência se dá em Havana para a assinatura do acordo que a consolidaria. Ulteriormente, a reprovação pelo congresso estado-unidense impediu que fosse ratificado no país e influenciou o governo dos outros Estados Partes a fazer o mesmo, sepultando o avanço do projeto. 